# Macrobiótica
A macrobiótica é um regime alimentar pseudocientífico baseado nas ideias do Zen Budismo.
Os escritores macrobióticos geralmente alegam que a dieta é útil para pessoas com câncer e outras doenças crônicas, apesar de não existirem boas evidências científicas para suportar essas recomendações, além da dieta poder ser danosa. Estudos que indicam resultados positivos são de baixa qualidade metodológica. A American Cancer Society e a Cancer Research UK não recomendam a adoção da dieta. Sugestões que uma dieta macrobiótica melhora a doença cardiovascular e a diabetes são explicadas com base no fato de a dieta ser, em parte, consistente com dietas baseadas em evidências científicas para a prevenção de doenças.
O japonês George Ohsawa (1893–1966) é o principal responsável pela divulgação dessa cultura no ocidente. Promotores desta dieta preconizam que o alimento principal para os seres humanos são os cereais integrais, originalmente sua base principal era arroz integral e água. Mais recentemente a dieta macrobiótica passou a incorporar outros grãos, frutos do mar, nozes, legumes e verduras frescas.

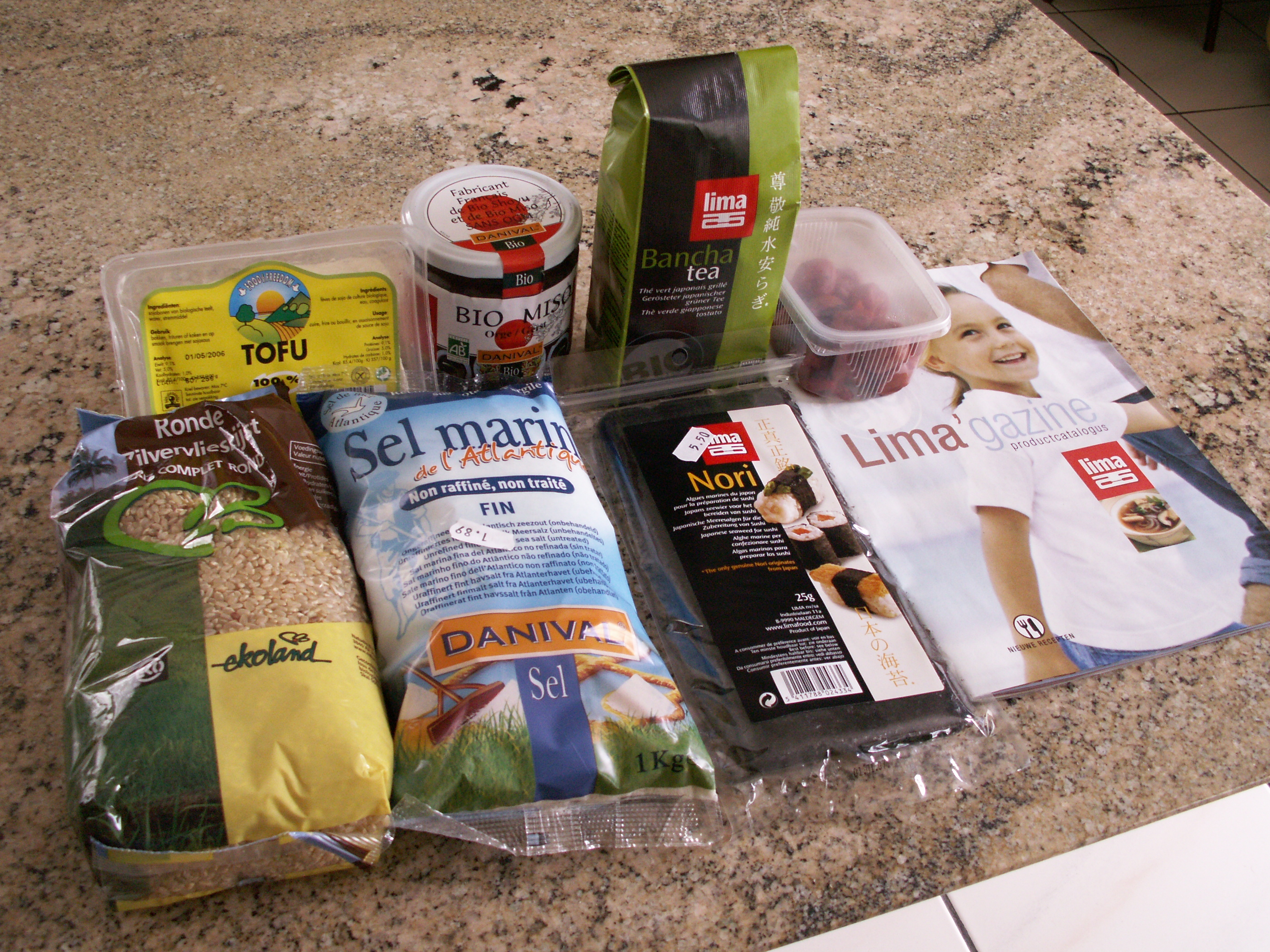
Alguns típicos ingredientes macrobióticos: tofu, missô, chá-verde, umeboshi, arroz integral, sal marinho e nori

## Etimologia
"Macrobiótica" deriva do termo grego makro (grande) e bios (vida).